# 郗慮
郗 慮（ち りょ、生没年不詳）は、中国後漢末期の政治家。兗州山陽郡金郷県の人。字は鴻豫。子や孫の名は不詳。玄孫は郗鑒。

## 生涯
若いころは鄭玄に師事していた。名を知られたのち、荀彧に召し寄せられ、建安年間の初め、侍中に任じられた。
建安6年（201年）、郗慮は荀彧・鍾繇とともに禁裏へ入り、献帝の側について講義を行なった。孔融とは元々仲が良かったが、後にお互いの優劣を競い合うようになり、とうとう仲違いするに至った。
建安13年（208年）8月、曹操が丞相に就任すると、郗慮は光禄勲から御史大夫に昇進した。
建安18年（213年）5月、献帝は郗慮を持節とし曹操を魏公に任命した。
建安19年（214年）11月、伏皇后が父の伏完に曹操殺害を要請していたことが発覚し、献帝は皇后廃位の詔勅を出した。郗慮は持節として詔勅を携え、伏皇后から璽綬を取り上げ、宮殿から追い出し別邸に移した。また、華歆が郗慮の副官として軍勢を率いて宮殿に入り、伏皇后を逮捕した。献帝は離宮において郗慮とともに座っていたが、伏皇后が引き据えられたのを見ると、郗慮の方を振り返り「郗公よ、こんなことがあってよいものか」と言った。結局、伏皇后は殺された。
その後、郗慮は劉劭を召し出そうとしたが、丁度同じころに郗慮も罷免された。